# Phylloneura westermanni
Phylloneura westermanni – gatunek ważki z rodziny pióronogowatych (Platycnemididae). Jest endemitem Ghatów Zachodnich w południowo-zachodnich Indiach.